# Rugbisti a 15 con almeno 400 punti internazionali
Quello che segue è l’elenco, in ordine decrescente, di tutti i rugbisti a 15 che abbiano realizzato, al 31 dicembre 2018, almeno 400 punti in gare internazionali.
Ai fini della definizione di “presenza internazionale”, si specifica che essa è conferita quando la federazione di appartenenza del giocatore riconosce lo status di test match all’incontro della squadra sotto la propria giurisdizione, indipendentemente dal fatto che esso sia o meno un full international (ovvero tra due squadre internazionali).
È, quindi, legittimo che una federazione possa riconoscere la presenza ai propri giocatori anche in occasione di incontri contro formazioni non internazionali, come per esempio i Barbarians: il Galles, per citare una recente circostanza, diede lo status di test match a due incontri contro tale formazione nel 2011 e 2012.
In questi particolari casi, i punti marcati dai giocatori cui è riconosciuta la presenza sono anche validi ai fini del computo internazionale, mentre quelli marcati dalla squadra avversaria non vengono conteggiati.
Sono considerate, inoltre, squadre internazionali anche alcune selezioni istituite a seguito della collaborazione di più federazioni: è il caso dei British Lions, costituite dalle federazioni delle quattro union delle Isole Britanniche (Galles, Inghilterra, Irlanda e Scozia), dei Pacific Islanders, espressione di tre federazioni del Pacifico (Figi, Samoa e Tonga), nonché del Sudamérica XV, formato da giocatori delle federazioni dell'America meridionale che in passato disputò incontri full international.
Il primo giocatore a varcare la soglia dei 1 000 punti fu il gallese Neil Jenkins, già dal 1999 primatista mondiale della classifica; l’impresa avvenne il 3 febbraio 2001 nella prima partita del Sei Nazioni contro l’Inghilterra: nonostante la sconfitta 15-44 Jenkins realizzò 5 punti, che gli valsero il superamento di tale traguardo.
Jenkins si fermò a fine 2002 con 1 090, 41 dei quali nei British Lions.
Il secondo a entrare nella ristretta cerchia dei millenari, che al 2018 conta solo 5 giocatori, fu l’italo-argentino Diego Domínguez, con 15 punti marcati nella partita vinta dall’Italia sul Galles nel Sei Nazioni 2003.
Domínguez si ritirò dall’attività internazionale una settimana più tardi con 1 010, dei quali 27 realizzati con la maglia dell’Argentina.
Quattro anni più tardi, alla Coppa del Mondo di rugby 2007, fu l’inglese Jonny Wilkinson a tagliare il traguardo del millesimo punto nel corso di una vittoria per 44-22 contro Samoa; Wilkinson sarebbe in seguito diventato primatista mondiale di tale graduatoria, superando Neil Jenkins nel Sei Nazioni 2008 in occasione di una sconfitta 9-15 contro la Scozia; tre anni più tardi Wilkinson si ritirò dal rugby internazionale con 1 246 punti, che tuttavia all’epoca non erano già più primato mondiale perché il neozelandese Dan Carter, a quota mille fin dal giugno 2010 contro l’Irlanda a New Plymouth, guadagnò, perse e riconquistò una seconda volta il primato di punti, poi mai più insidiato per via del termine dell’attività internazionale di Wilkinson: quando Carter mosse analogo passo, che coincise con la vittoriosa finale della Coppa del Mondo di rugby 2015 conclusa 34-17 sull’Australia, il suo record era fissato a 1 598, insuperato a tutto il 2018.
Il più recente superamento della quota dei mille punti è del 2011: nel corso dell’incontro di quell’edizione del Sei Nazioni contro il Galles, l’irlandese Ronan O'Gara divenne il quinto rugbista a varcare tale soglia; due anni dopo la sua carriera internazionale terminò a quota 1 083.
Dei cinque giocatori sopra quota mille, al 2018 solo Dan Carter è attivo benché non internazionalmente.
Il miglior marcatore in attività internazionale è il rumeno Florin Vlaicu, al 31 dicembre 2018 autore di 888 punti.

## Elenco giocatori
Nella tabella sottostante, aggiornata al 28 febbraio 2022, sono evidenziati in giallo i giocatori appartenenti a nazionali considerate di secondo livello da World Rugby; in verde sono altresì quelli appartenenti a nazionali di terzo livello.

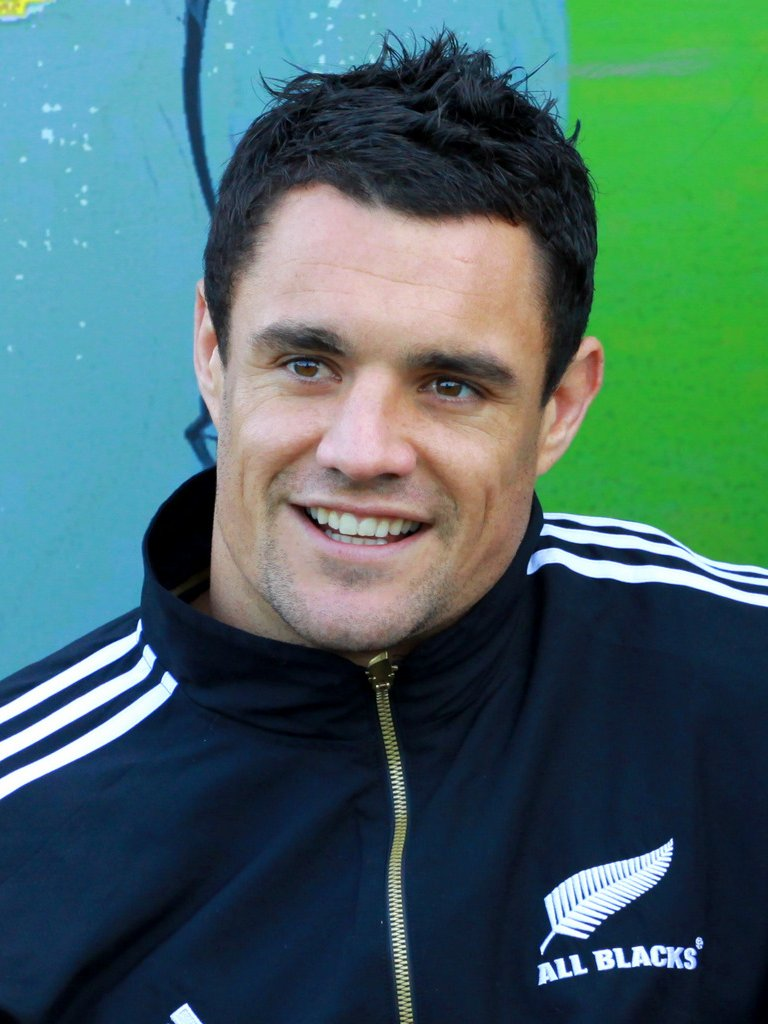
Dan Carter, detentore del record di punti internazionali al 2018

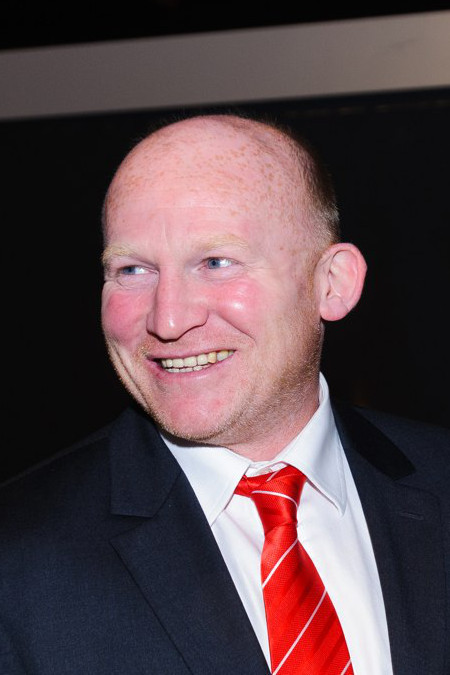
Neil Jenkins, primo giocatore a raggiungere i punti

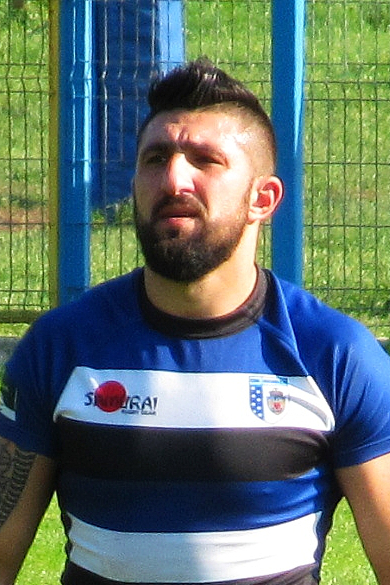
Florin Vlaicu, miglior marcatore delle rappresentative di secondo livello

| Punti | Giocatore           | Periodo             | Squadre                               | Incontri | Mete | Trasformazioni | Piazzati | Drop | Media punti/incontro |
| ----- | ------------------- | ------------------- | ------------------------------------- | -------- | ---- | -------------- | -------- | ---- | -------------------- |
| 1598  | Dan Carter          | 2003-2015           | Nuova Zelanda                         | 112      | 29   | 293            | 281      | 8    | 14,3                 |
| 1246  | Jonny Wilkinson     | 1998-2011 2001-2005 | Inghilterra (1179) British Lions (67) | 97       | 7    | 169            | 255      | 36   | 12,8                 |
| 1090  | Neil Jenkins        | 1991-2002 1997-2001 | Galles (1049) British Lions (41)      | 91       | 11   | 131            | 248      | 10   | 12,0                 |
| 1083  | Ronan O’Gara        | 2000-2013           | Irlanda                               | 130      | 16   | 176            | 202      | 15   | 8,3                  |
| 1053  | Owen Farrell        | 2012-2021 2013-2021 | Inghilterra (1019) British Lions (34) | 98       | 10   | 170            | 218      | 3    | 10,7                 |
| 1031  | Florin Vlaicu       | 2006-2018           | Romania                               | 128      | 14   | 173            | 201      | 4    | 8,0                  |
| 1010  | Diego Domínguez     | 1989 1989-2003      | Argentina (27) Italia (983)           | 76       | 9    | 133            | 213      | 20   | 13,3                 |
| 970   | Stephen Jones       | 1998-2011 2005-2009 | Galles (917) British Lions (53)       | 110      | 7    | 160            | 198      | 7    | 8,8                  |
| 967   | Andrew Mehrtens     | 1995-2004           | Nuova Zelanda                         | 70       | 7    | 169            | 188      | 10   | 13,8                 |
| 946   | Jonathan Sexton     | 2009-2022 2013-2017 | Irlanda (941) British Lions (5)       | 106      | 16   | 136            | 194      | 4    | 8,9                  |
| 911   | Michael Lynagh      | 1984-1995           | Australia                             | 72       | 17   | 140            | 177      | 9    | 12,7                 |
| 893   | Percy Montgomery    | 1997-2008           | Sudafrica                             | 102      | 25   | 153            | 148      | 6    | 8,8                  |
| 878   | Matt Burke          | 1993-2004           | Australia                             | 81       | 29   | 104            | 174      | 1    | 10,8                 |
| 840   | Merab Kvirikashvili | 2003-2018           | Georgia                               | 115      | 17   | 148            | 150      | 3    | 7,3                  |
| 835   | Nicolás Sánchez     | 2010-2018           | Argentina                             | 91       | 13   | 115            | 168      | 12   | 9,2                  |
| 827   | Leigh Halfpenny     | 2008-2021 2013-2017 | Galles (778) British Lions (49)       | 100      | 15   | 79             | 198      | 0    | 8,3                  |
| 809   | Chris Paterson      | 1999-2011           | Scozia                                | 109      | 22   | 90             | 170      | 3    | 7,4                  |
| 790   | Jurij Kušnarëv      | 2005-2021           | Russia                                | 118      | 11   | 153            | 141      | 2    | 6,7                  |
| 736   | Morné Steyn         | 2009-2016           | Sudafrica                             | 66       | 8    | 102            | 154      | 10   | 11,2                 |
| 733   | Gavin Hastings      | 1986-1995 1989-1993 | Scozia (733) British Lions (66)       | 67       | 18   | 87             | 160      | 0    | 10,9                 |
| 721   | Beauden Barrett     | 2012-2021           | Nuova Zelanda                         | 100      | 39   | 164            | 58       | 2    | 7,2                  |
| 714   | Greig Laidlaw       | 2010-2018           | Scozia                                | 76       | 5    | 106            | 159      | 0    | 9,4                  |
| 708   | Ayumu Gorōmaru      | 2005-2015           | Giappone                              | 56       | 18   | 162            | 98       | 0    | 12,6                 |
| 698   | Matt Giteau         | 2002-2016           | Australia                             | 103      | 30   | 106            | 108      | 4    | 6,8                  |
| 670   | Nicky Little        | 1996-2011           | Figi                                  | 71       | 2    | 117            | 140      | 2    | 9,4                  |
| 656   | Hugo Porta          | 1971-1990 1980-1984 | Argentina (590) Sudamérica XV (66)    | 66       | 12   | 91             | 115      | 28   | 9,9                  |
| 651   | Felipe Contepomi    | 1998-2013           | Argentina                             | 87       | 16   | 74             | 139      | 2    | 7,5                  |
| 645   | Grant Fox           | 1985-1993           | Nuova Zelanda                         | 46       | 1    | 118            | 128      | 7    | 14,0                 |
| 607   | James Pritchard     | 2003-2015           | Canada                                | 62       | 18   | 104            | 103      | 0    | 9,8                  |
| 603   | Bernard Foley       | 2013-2018           | Australia                             | 68       | 15   | 120            | 95       | 1    | 8,9                  |
| 580   | Handré Pollard      | 2014-2021           | Sudafrica                             | 58       | 39   | 164            | 58       | 2    | 10,0                 |
| 560   | David Humphreys     | 1996-2005           | Irlanda                               | 72       | 6    | 88             | 110      | 8    | 7,8                  |
| 491   | Gareth Rees         | 1986-1999           | Canada                                | 55       | 7    | 51             | 110      | 9    | 8,9                  |
| 489   | Stirling Mortlock   | 2000-2009           | Australia                             | 80       | 29   | 61             | 74       | 0    | 6,1                  |
| 486   | Gonzalo Quesada     | 1996-2003           | Argentina                             | 38       | 4    | 68             | 103      | 7    | 12,8                 |
| 483   | Stefano Bettarello  | 1979-1988           | Italia                                | 55       | 7    | 46             | 104      | 17   | 8,8                  |
| 472   | Tommaso Allan       | 2013-               | Italia                                | 75       | 14   | 84             | 77       | 1    | 6,3                  |
| 465   | Mike Hercus         | 2002-2009           | Stati Uniti                           | 48       | 9    | 90             | 76       | 4    | 9,7                  |
| 436   | Frédéric Michalak   | 2001-2015           | Francia                               | 77       | 10   | 61             | 79       | 9    | 5,7                  |
| 430   | Theuns Kotzé        | 2011-2017           | Namibia                               | 40       | 6    | 110            | 55       | 5    | 10,8                 |
| 422   | Keiji Hirose        | 1994-2005           | Giappone                              | 40       | 5    | 77             | 79       | 2    | 10,6                 |
| 419   | Bobby Ross          | 1989-2003           | Canada                                | 58       | 7    | 51             | 84       | 10   | 7,2                  |
| 407   | Rob Andrew          | 1985-1997 1989-1993 | Inghilterra (396) British Lions (11)  | 76       | 2    | 34             | 87       | 23   | 5,4                  |
| 400   | Paul Grayson        | 1995-2004           | Inghilterra                           | 32       | 2    | 78             | 72       | 6    | 12,5                 |